# Châu Gia Kiệt
Nguyễn Thành Trung (sinh ngày 24 tháng 1 năm 1980), thường được biết đến với nghệ danh  Châu Gia Kiệt là ca sĩ nổi danh nhờ vào dòng nhạc thị trường và thường đi lưu diễn phục vụ khán giả ở các tỉnh thành tại Việt Nam. Thành công sau ca khúc "Anh chàng đẹp trai". Ngoài lĩnh vực ca nhạc, anh cũng tham gia vào lĩnh vực điện ảnh với vai diễn trong phim truyền hình nhiều tập là Chuyện tình yêu. Anh cũng đã cho phát hành các album như Tình như mây khói, Đời và Bạn, Anh Chàng Đẹp Trai, Phũ Phàng, Kiếp đam mê, Em là một nửa đời anh, Anh thích em như xưa, Tình ơi mi là chi,..., Cuộc Tình Không Trọn Vẹn...

## Album đã phát hành
- 2002: Tình như mây khói (Vol 1)
- 2003: Anh chàng đẹp trai (Vol 2)
- 2004: Nước mắt phi trường - Có em vui quá (Vol 3)
- 2005: Đời và bạn (Vol 4)
- 2007: Phũ phàng (Vol 5)
- 2008: Em là một nửa của đời anh (Vol 6)
- 2009: Người đi ngoài phố - Kiếp đam mê (Vol 7)
- 2009: Xin lỗi anh sẽ ra đi (Vol 8)
- 2011: Ước mơ của anh (Vol 9)